# ETR 500
La rame FS ETR.500 (ETR = Elettro Treno Rapido) est le premier train à grande vitesse non pendulaire conçu en Italie. Sa vitesse moyenne commerciale est supérieure à 300 km/h.
Le début du projet remonte aux années 1983/85 pour aboutir, avec certaines modifications, à la production en série de la première génération de 1990 à 1996 et la mise en service des premières rames par Trenitalia en 1990. Son nom commercial, ETR.500 EuroStar est devenu, en 2008, Frecciarossa.
L'Italie a une très grande expérience des trains et des lignes à grande vitesse depuis 1927. Déjà en 1936, les Ferrovie dello Stato Italiane, la Compagnie Nationale des Chemins de fer Italiens, disposait de rames à grande vitesse, selon la définition de l'époque, assurant la liaison Milan Centrale - Florence à la vitesse moyenne de 165 km/h avec des pointes à 203 km/h avec les rames Breda ETR.200, ETR.250 Arlecchino et ETR.300 Settebello puis, sont arrivés les fameux Fiat Pendolino : les ETR 450, conçus en 1969 et mis en service régulier en 1976, suivis par les ETR 460 mis en service en 1993, ETR 470 (1996), ETR 480 (1997) et ETR.485 (2005), rames conçues et fabriquées par Fiat Ferroviaria (racheté par Alstom en 2001).

## Historique

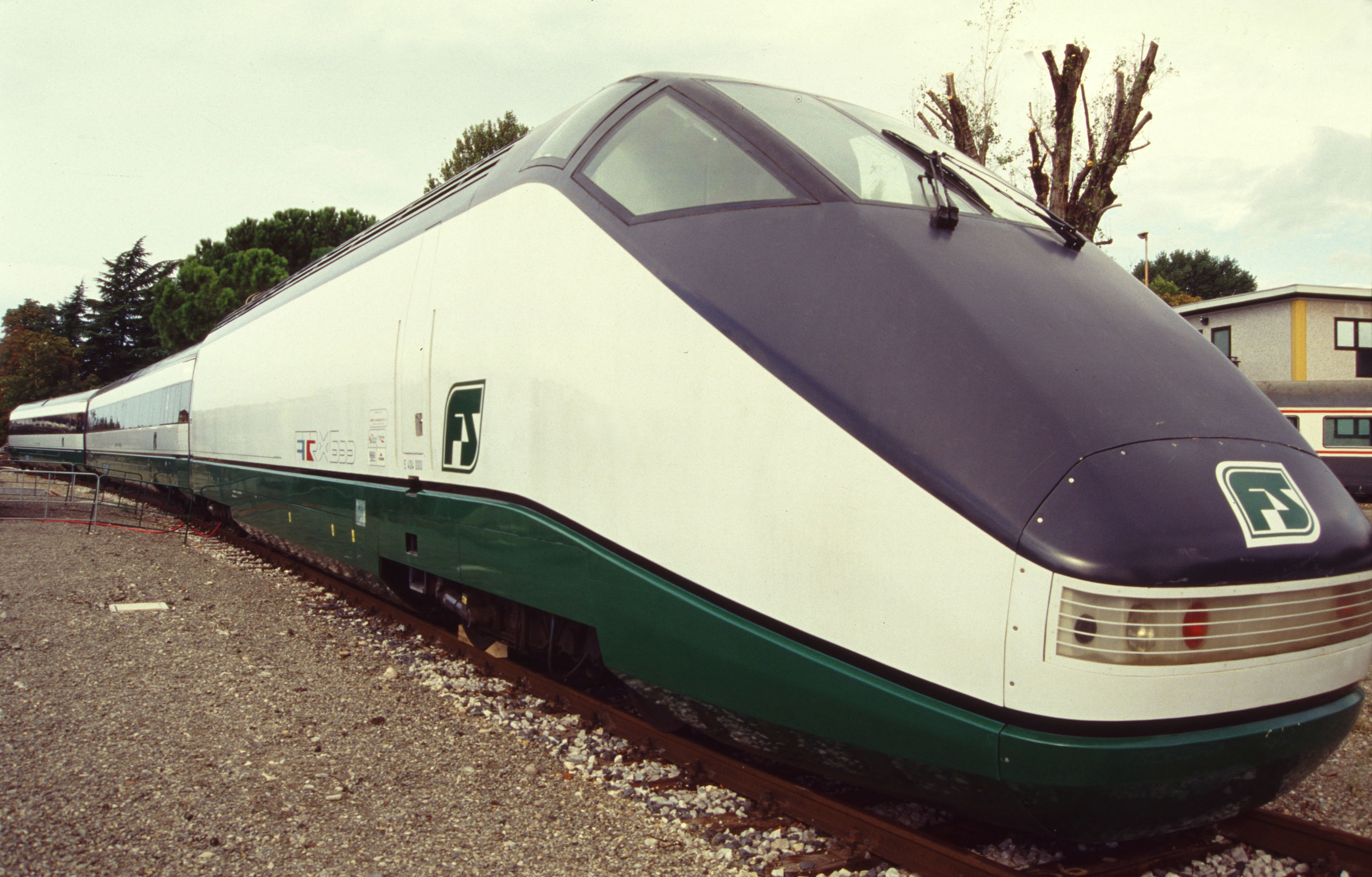
Motrice prototype E.404.000 pour l'ETR X-500 (Exposée au Dopolavoro Ferroviario de Bologne ene 1994)

En 1986, les Ferrovie dello Stato Italiane confient au constructeur italien Breda C.F. la mission de concevoir un nouveau train à grande vitesse modulaire comportant une motrice à chaque extrémité et un nombre de voitures allant de 8 à 14. L'étude aboutit à l'élaboration d'une motrice baptisée E.404.000 fonctionnant sous 3 KV CC, mise en test le 11 avril 1988, construite d'après l'étude aérodynamique et le design du cabinet Pininfarina, avec les composants de traction Ansaldo Trasporti et Tecnomasio et les bogies Fiat Ferroviaria.

### Prototypes
En 1988 le premier prototype de l'ETR.500, ETR X 500 (surnommé Remo), sort de production de l'usine de Vado Ligure. Le 12 octobre 1988, il est testé sur la LGV Direttissima Florence-Rome, où il atteint la vitesse record de 316 km/h,,. (En 1991, une des 2 rames complètes ETR Y 500 atteindra les 321 km/h).
Le 17 février 1990, la première des deux rames complètes ETR Y 500 (surnommée Romolo) comportant 2 motrices et 10 voitures passagers (4 en 1re classe et 5 en 2de et 1 voiture bar/restauration avec cuisine) sort de production de l'usine Breda C.F. de Pistoia,. Elles sont alors utilisées pour réaliser des tests jusqu'en 1992. Après homologation officielle, les premières rames définitives de série sont mises en service. Les deux rames prototypes sont mises en dépôt mais, entre 1992 et 1997 elles sont parfois utilisées en service commercial lorsque Trenitalia n'avait pas assez de rames de série pour assurer le service. Conformément au cahier des charges, ces rames ne disposent pas de traction répartie sur tout leur longueur, mais uniquement en tête et en queue, via deux motrices E.404 qui déplacent en DST (Double Traction Symétrique) un nombre variable de voitures intermédiaires (remorques), 8, 11 ou 12, selon les versions.
Certaines parties des deux rames FS ETR Y 500 ont été intégrées ensuite dans les trains de test Y1 et Y2, qui ont notamment été utilisés par la Turquie pour effectuer des tests de la LGV Istanbul - Ankara avant sa mise en service commercial.

### Rames de série

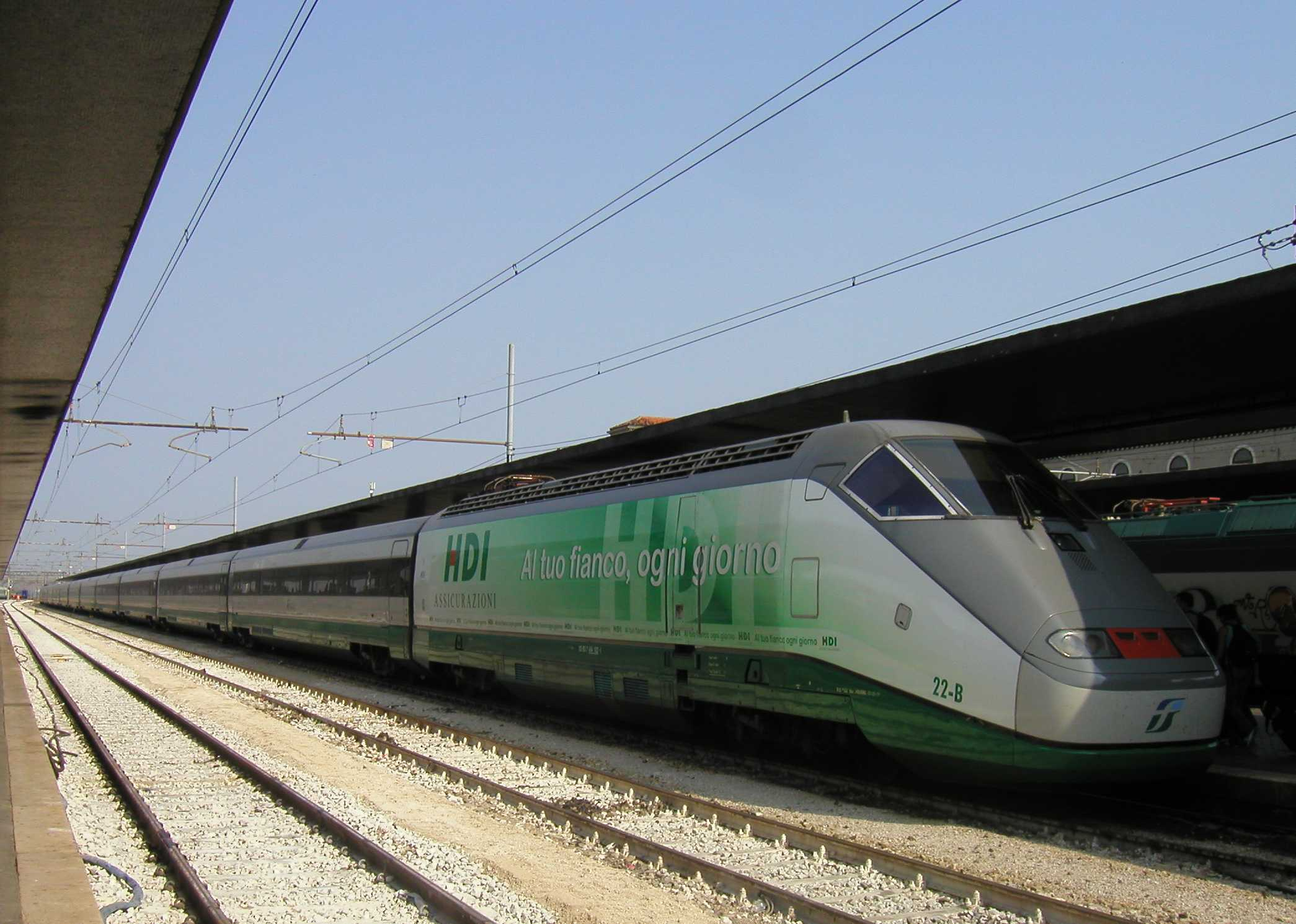
Rame FS ETR.500 de première génération

Trenitalia a d'abord commandé 30 rames mono-courant (3 kV en courant continu), qui ont été livrées entre 1992 et 1996. Leur ligne extérieure et leur aménagement intérieur est du à la société de design Pininfarina. L'aspect des motrices diffère peu de celui des prototypes.
Afin de construire en série les 30 rames FS ETR.500, le Consorzio TREVI S.p.A. (TREVI = TREni Veloci Italiani), a été constitué pour l'occasion, regroupant les grands spécialistes italiens du secteur : Ansaldo Trasporti, Breda C.F., Tecnomasio, Fiat Ferroviaria et Firema.

#### Première génération
Les premières rames sont constituées de deux motrices (numérotées E 404-100 à 159), 4 voitures de première classe, 1 voiture-restaurant avec cuisine et 6 ou 7 voitures de deuxième classe. Bien que conçues pour atteindre, en service commercial, la vitesse de 300 km/h, elles seront limitées à 250 km/h sur la Direttissima à cause de l'intensité disponible par caténaire, 3 kV courant continu.
Pour pouvoir exploiter ses trains à grande vitesse à 300 km/h ou davantage, les FS chemins de fer italiens ont alors décidé d'électrifier toutes leurs lignes à grande vitesse en courant alternatif 25 kV. Les motrices de première génération FS E.404-100 fonctionnant uniquement en mono-courant 3 kV ont du être remplacées. C'est pourquoi, les FS ont commandé, en 1996, un second lot de 30 rames polytension 1,5 kV CC (tension utilisée uniquement en France), 3 kV CC et 25 kV CA qui constituent la série FS E.404-500.
En 2002, ne voulant pas abandonner les voitures des 30 premières rames ETR.500-100 AV, les FS ont commandé 60 motrices E.404-600 polytension pour reconstituer les 30 rames ETR.500 d'origine et permettre leur circulation sur les LGV désormais sous 25 kV CA.
À partir de 2004, toutes les rames FS ETR.500 sont composées de 12 voitures passagers offrant ainsi 671 places assises : 195 en 1re classe, 476 en 2de classe et 2 emplacements PMR.
À partir de 2007, les motrices de première génération, qui se seraient retrouvées sans utilisation, ont été révisées, modernisées et remises en service pour assurer le service des trains rapides limités à 200 km/h constitués de voitures voyageurs ordinaires (type UIC-Z ou Gran Confort Eurofima) circulant sur les lignes normales. Elles ont été rebaptisées FS E.414. En 2012, ces services ont été baptisés Frecciabianca, les motrices et les voitures ont reçu la livrée correspondante.

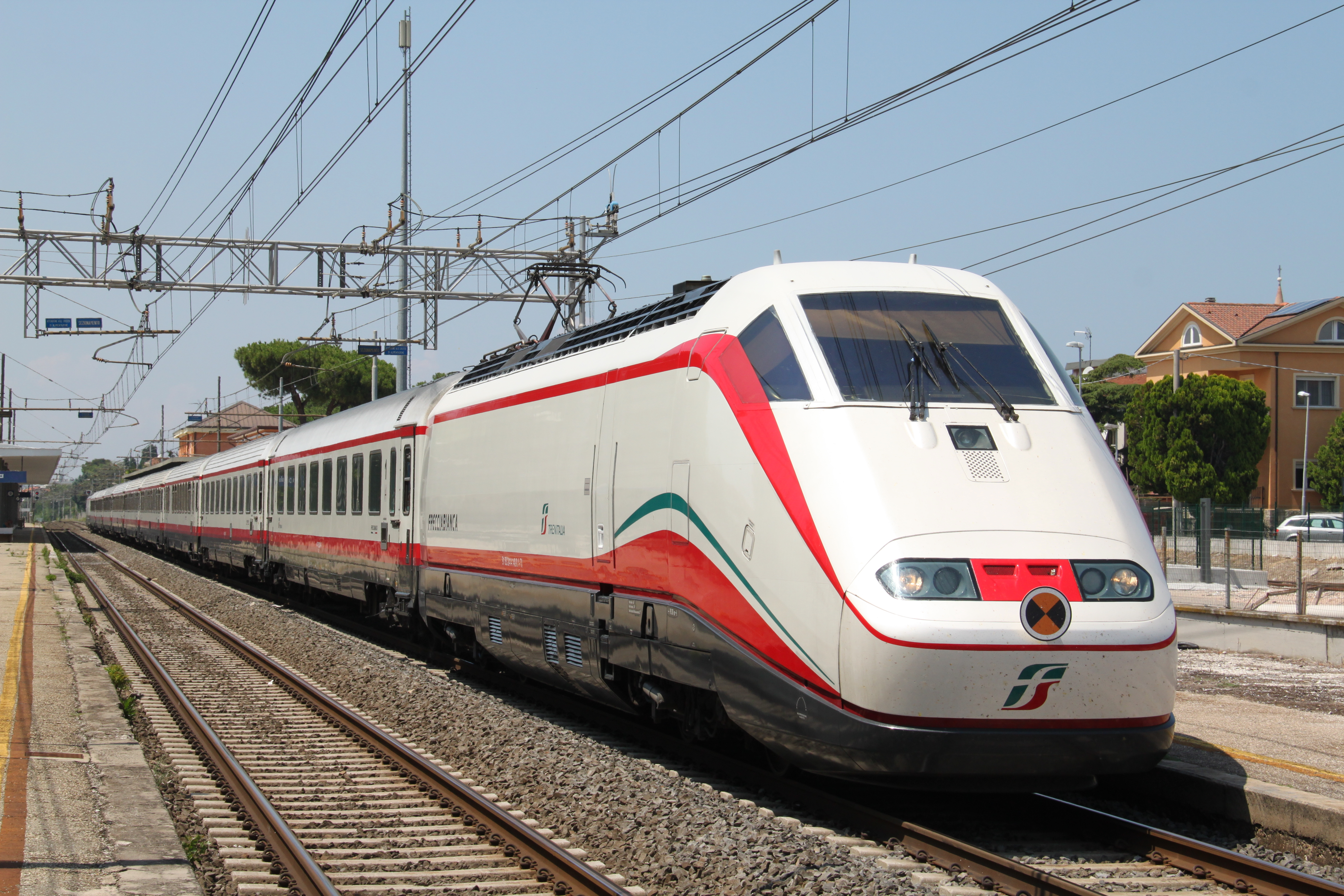
Motrice E.414 sur un ETR.500 Frecciabianca

#### Seconde génération
Les motrices capables d’atteindre et même de dépasser 300 km/h ont été mises en service entre 2006 et 2008, attelées aux remorques construites pour les premiers ETR.500 des années 1990.
Actuellement les services Frecciarossa (grande vitesse, 300+ km/h) sont exploités avec des rames ETR.500 de deuxième génération polytension (1,5 kV CC (en France uniquement), 3 kV CC  et 25 kV AC 50Hz, (tension des LGV européennes)).
En février 2009, une rame ETR.500 bat le record de vitesse sur rail dans un tunnel à 362 km/h, sous le mont Bibele entre Bologne et Florence, sur une nouvelle ligne de 78 km dont 73 km en tunnel. Cette ligne est entrée en service commercial le 12 décembre 2009. C'est aussi le record absolu de vitesse sur rail en Italie.

### ETR.500 en France
Des essais de circulation sur LGV et ligne classique ont eu lieu en France en 2002 en vue d'obtenir son homologation par l'EPSF. Trenitalia a en effet demandé un créneau pour assurer un aller/retour quotidien Paris-Milan Centrale et Paris-Vintimille avec une rame FS ETR.500. Face au refus de la concurrence imposé par la SNCF, cette demande n'a jamais abouti. Il a fallu attendre l'injonction de la Commission Européenne à la France pour non respect des directives sur la concurrence dans les transports ferroviaires de voyageurs datant de 2007, applicables en 2010 mais toujours pas opérationnelles en 2020. La France a donc été obligée de renoncer au monopole de la SNCF en décembre 2020, avec l’ouverture du réseau à la concurrence internationale. Le 18 décembre 2021, Trenitalia a pu enfin opérer 2 allers-retours quotidiens entre Paris Gare de Lyon et Milan Centrale, via Lyon Part Dieu, Chambéry, Modane et Turin, le matin et le soir avec des rames ETR 1000. Depuis le 1er juin 2022, Trenitalia propose également 3 allers-retours quotidiens entre Paris Gare de Lyon et Lyon Perrache via Lyon Part Dieu en ETR.1000 Frecciarossa, portant son offre globale à 5 allers-retours quotidiens entre les deux villes.

## Caractéristiques techniques

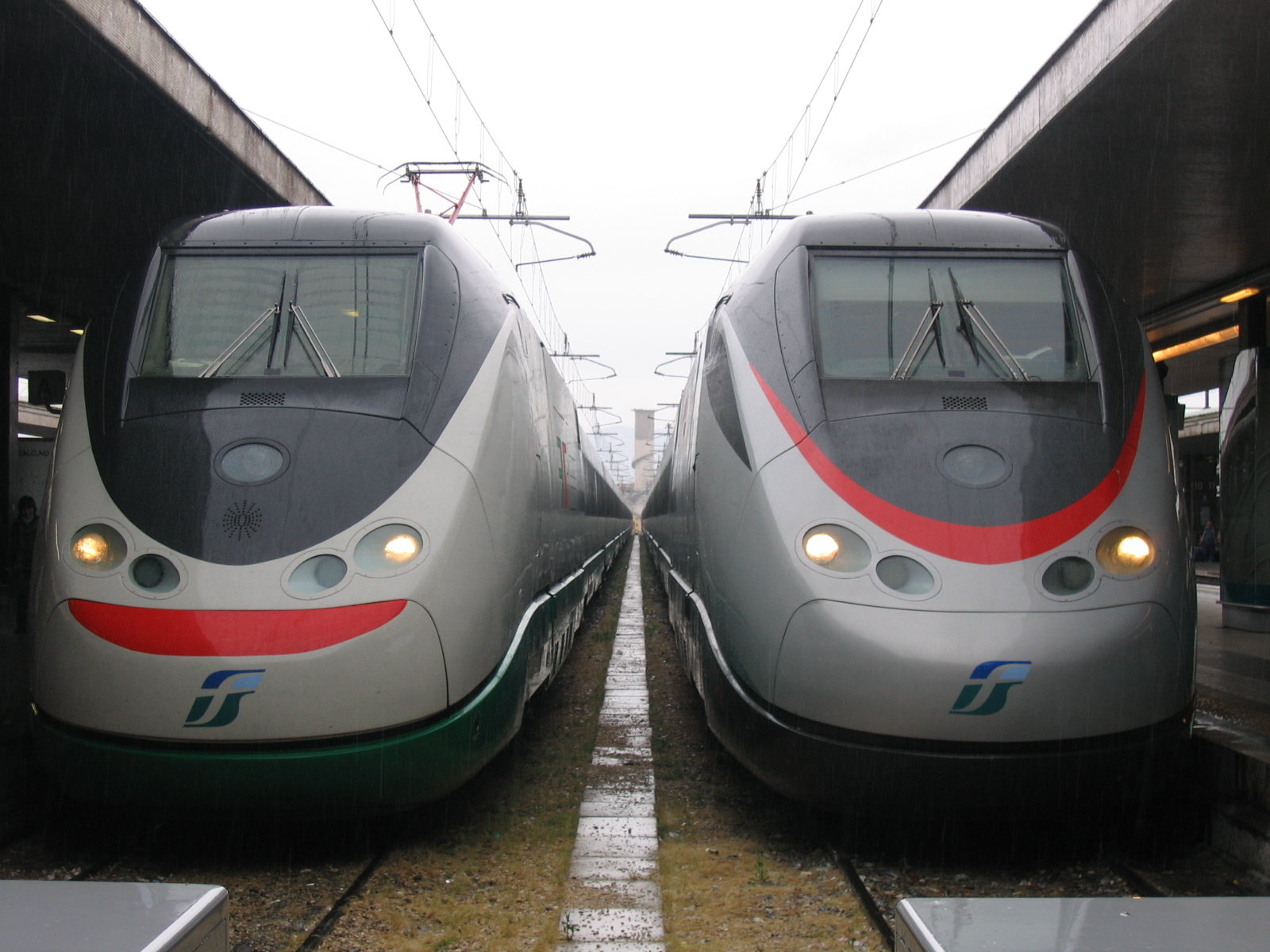
Deux FS ETR.500 (Frecciargento) de seconde génération en Gare de Rome-Termini

La rame FS ETR.500 est conçue pour emprunter les lignes à grande vitesse du réseau italien TAV SpA et toutes les LGV européennes capable de voyager à 300 km/h en vitesse commerciale.
La composition du convoi d'origine est modulaire et comprend deux motrices d'extrémité et huit, onze ou douze remorques suivant les versions, en alliage léger. Chaque voiture comporte deux portes d'accès à chaque extrémité, sauf la voiture Bar-Restaurant qui a deux portes à une seule extrémité. La capacité maximale est de 671 passagers dont, dans la configuration standard, 2 emplacements PMR, 195 en 1re classe et 476 en 2de classe. La rame comporte 23 sanitaires dont 1 PMR, 1 pour le personnel de la restauration, 1 pour le personnel de la société ferroviaire et 20 pour les passagers.
À partir de 2004, toutes les rames FS ETR.500 comportent 12 voitures passagers offrant 671 places assises.
Les motrices ont une structure en acier supportant une caisse en Zicral. L'impériale (toit) est en acier et les faces avant aérodynamiques sont en kevlar. La puissance continue aux jantes est de 8 800 kW sous 25 KV alternatif réduite à 6600 kW sous 3 KV continu. Le 3 février 2009, une rame FS E.500 -Y1 a battu le record de vitesse mondial en tunnel à 362 km/h.
Les tensions d'alimentation compatibles sont :
- 3 kV en courant continu pour toutes les versions ;
- 25 kV en courant alternatif 50 Hz pour les versions polytension normales et « F » ;
- 1,5 kV en courant continu pour la version polytension « F »[13], tension pour le seul réseau normal français.

## Exploitation

Le réseau ferroviaire à grande à grande vitesse actuel et futur en Italie (2005)

Les rames FS ETR.500 sont exploitées en Italie par la Compagnie nationale des chemins de fer italiens Ferrovie dello Stato Italiane (FS) Trenitalia. La restauration à bord des rames FS ETR.500 est gérée par une entreprise indépendante, la société Chef Express du groupe Cremonini SpA qui assure également la restauration sur les TGV français de la SNCF depuis 2008.
En Italie, 59 rames ETR.500 étaient en service commercial en 2014.
Les ETR.500 sont exploités sur les lignes à grande vitesse :
- Rome-Naples depuis fin 2005,
- Milan-Turin depuis début 2006,
- Milan-Bologne-Florence-Rome-Naples-Salerne.

Les ETR.500 sont aussi exploités sur les lignes classiques qui comportent des tronçons de LGV :
- Turin-Milan-Brescia-Vérone-Venise-Trieste,
- Bolzano-Vérone-Bologne-Florence-Rome,
- Turin-Milan-Bologne-Florence-Rome-Naples-Salerne-Reggio de Calabre,
- Turin-Milan-Bologne-Rimini-Ancône-Foggia-Bari-Lecce/Tarente,
- Venise-Padoue-Bologne-Florence-Rome-Naples-Salerne.

La construction du tunnel de base du Brenner, prévue d'être achevée en 2032, sera utilisable par les ETR.500 et les nouveaux ETR.1000.

### Composition des rames ETR.500
Depuis l'origine en 1990 jusqu'en 2012, la configuration des rames FS ETR.500 EuroStar était :
- voitures 1 à 4 : première classe,
- voiture 5 : bar/restaurant avec fauteuils et tables et cuisine,
- voitures 6 à 11 ou 12 : deuxième classe.

Depuis 2004, toutes les rames FS ETR.500 sont composées de 12 voitures passagers offrant ainsi 671 places assises : 195 en 1re classe, 476 en 2de classe et 2 emplacements PMR.
En 2012, les rames ETR.500 ont été réaménagées. Le bar/restauration rapide est conservé mais le restaurant a été remplacé par un demi compartiment équipé de sièges Business Class. Les 11 voitures passagers des rames ETR.500 Frecciarossa offrent désormais 574 places assises (plus 2 PMR) réparties en 4 classes : Executive, Business, Premium et Standard.
| Voiture | Niveau a quatre services     | Services complémentaires |
| ------- | ---------------------------- | ------------------------ |
| A       | Motrice A                    |                          |
| 1       | Executive + Business Silence | Salle de réunions        |
| 2       | Business                     |                          |
| 3       | Business                     | Salon                    |
| 4       | Business                     |                          |
| 5       | Bar/Restaurant + Business    |                          |
| 6       | Premium                      |                          |
| 7       | Standard                     |                          |
| 8       | Standard                     |                          |
| 9       | Standard                     |                          |
| 10      | Standard                     |                          |
| 11      | Standard familles            |                          |
| B       | Motrice B                    |                          |

## Livrées et appellations
Les rames à grande vitesse ETR.500 ont connu, à ce jour (2022), quatre livrées permanentes et deux promotionnelles. La livrée classique des FS XMPR (it) n'a jamais été incluse.
La première livrée originale a été créée par Pininfarina, blanc, vert, gris et noir. Le fond était blanc, les caisses étaient vertes, une bande noire au niveau des fenêtres et une bande grise sur le toit. Pour des raisons de sécurité, la bande située entre les phares a été peinte en rouge. Une livrée blanc-vert-noir, avec un schéma similaire à la précédente avec une bande frontale de sécurité rouge, a été appliquée sur les ETR.500 polytension, à partir de 1996.
Avec la généralisation des services à grande vitesse Eurostar Italia dans la péninsule, Giorgetto Giugiaro a été chargé de concevoir une nouvelle livrée pour distinguer les trains. Il a créé une livrée basée sur plusieurs nuances de gris et de rouge, combinées avec le nouveau symbole de la grande vitesse, également créé par lui. Ainsi est née la livrée "High Speed", appliquée à partir d'août 2005.
La troisième livrée est celle des ETR.500 AV rebaptisés " Frecciarossa ". À l'occasion de la mise en service de la nouvelle ligne à grande vitesse Milan-Bologne, en décembre 2008, certains ETR.500 polytensions ont reçu le nom " Frecciarossa" avec une nouvelle livrée gris (de la précédente livrée AV - Alta Velocità) et une bande rouge sous les vitres qui parcourt tout le convoi. Le nom "Frecciarossa" s'inscrit dans la lignée des "Frecciargento" ETR.600, ETR.485 et, à partir de 2019, ETR.700, et des "Frecciabianca", complétant ainsi la famille "Frecce".
A l'occasion du 150e anniversaire de l'unification de l'Italie, la rame FS - ETR.500.45 a reçu une nouvelle livrée tricolore : le gris de la motrice remplacé par du blanc et le vert a remplacé le noir sur les côtés, avec l'inscription en blanc "Nous avons toujours uni le pays". Les voitures ont également perdu la couleur grise remplacée par du blanc et, dans la partie supérieure, par du vert, tandis que dans la bande rouge sous les fenêtres, le sigle "AV - Alta Velocità" a été supprimé. Le logo officiel des célébrations du 150e anniversaire de l'unification de l'Italie est apposé sur l'avant de la motrice ETR.500. Cette livrée n'habilla la rame no 45 que pendant un an, après quoi la rame retrouva sa livrée classique "Frecciarossa". Lors d'une campagne publicitaire, les motrices de la rame no 3 ont comporté l'affiche du dessin animé Les Gladiateurs de ROME. Parallèlement à cette nouvelle livrée, les motrices de la rame prototype E.404.001 et E.404.002, initialement affectées à la rame FS - ETR.Y.500 "Romolo", ont subi une restauration et une livrée "Frecciarossa". La motrice E.404.001 a été exposée à Rome et la E.404.002 à Turin, à l'occasion des célébrations du 150e anniversaire de l'unification de l'Italie.
Lors de l'Exposition universelle Milano 2015, deux rames ETR.500 (no 26 et 46) ont reçu une livrée spéciale annonçant l'Expo à partir de mi-2014.
Fin mai 2022, une nouvelle livrée "Frecciarossa" est apparue pour les rames ETR.404. La bande noire au niveau des fenêtres des voitures passagers est prolongée jusqu'à la porte extérieure de la motrice et le rouge dessine une flèche. Le logo Frecciarossa est inséré directement dans la bande rouge sous les vitres de la voiture. Un liseré noir est également ajouté sur le pare-brise du cockpit. Sur les voitures, une fine bande rouge est insérée entre le gris foncé du toit et celle argentée, élargie. Les portes, comme celles des Frecciarossa 1000, sont bordées de blanc.

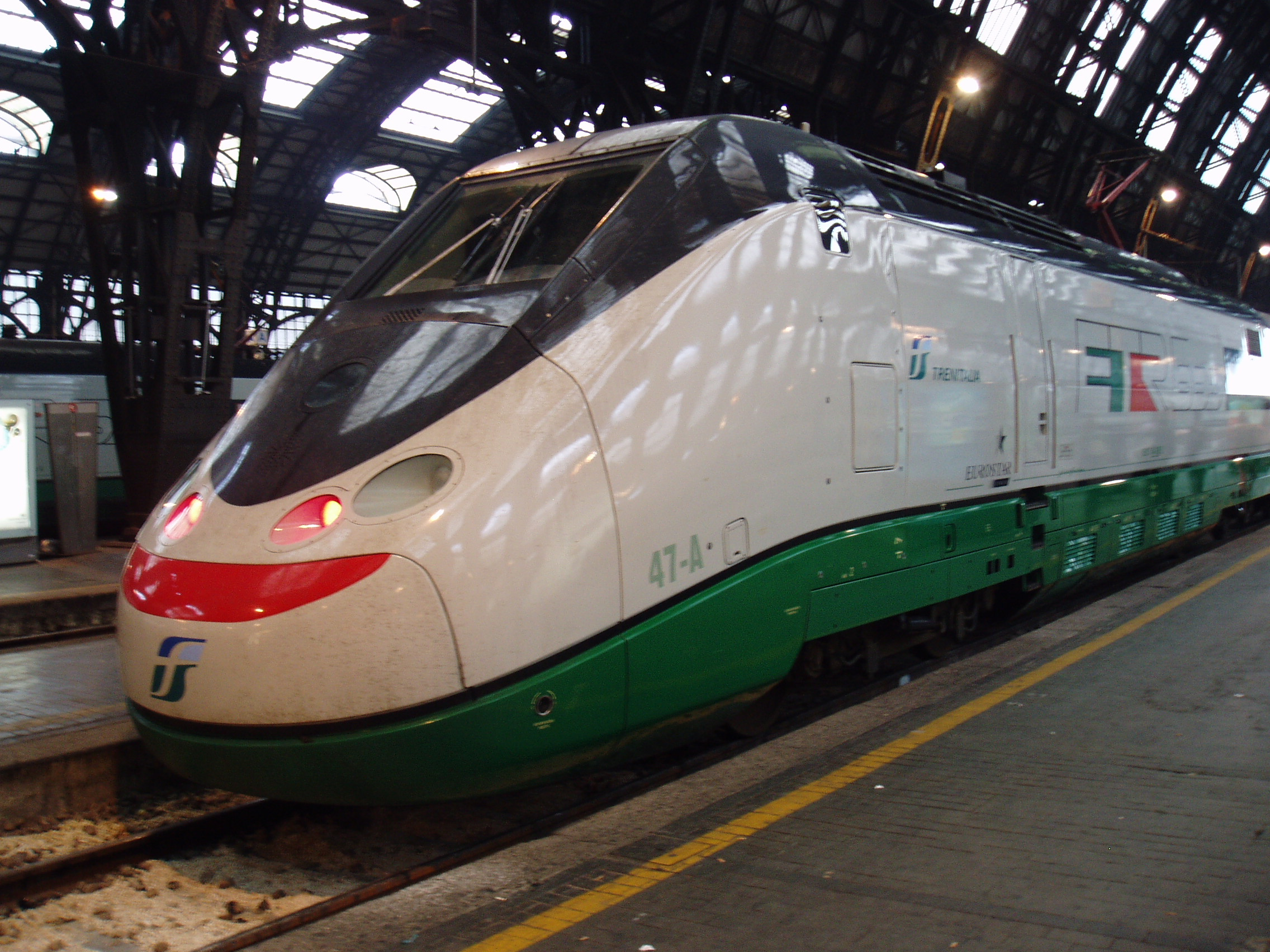
FS ETR.500 (livrée blanc-vert-noir avec la petite bande rouge Pininfarina)
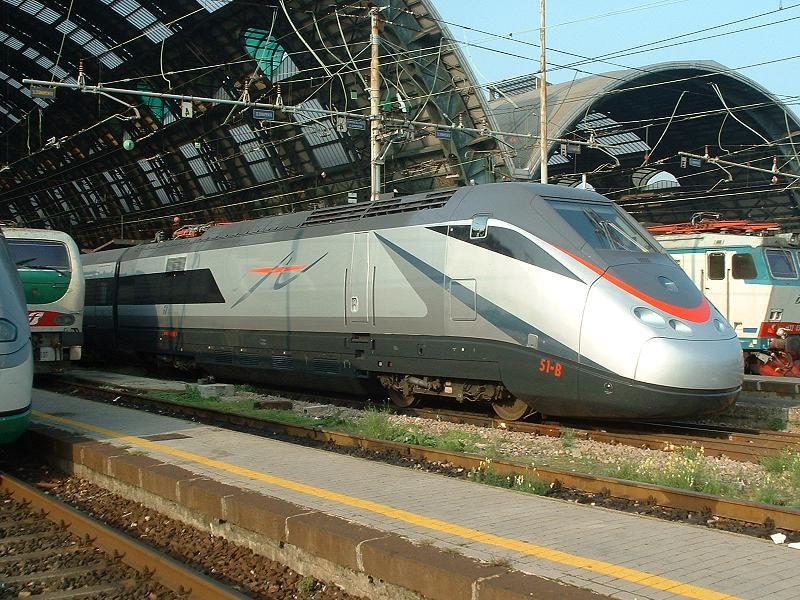
FS ETR.500 AV (livrée Alta Velocità Giugiaro)
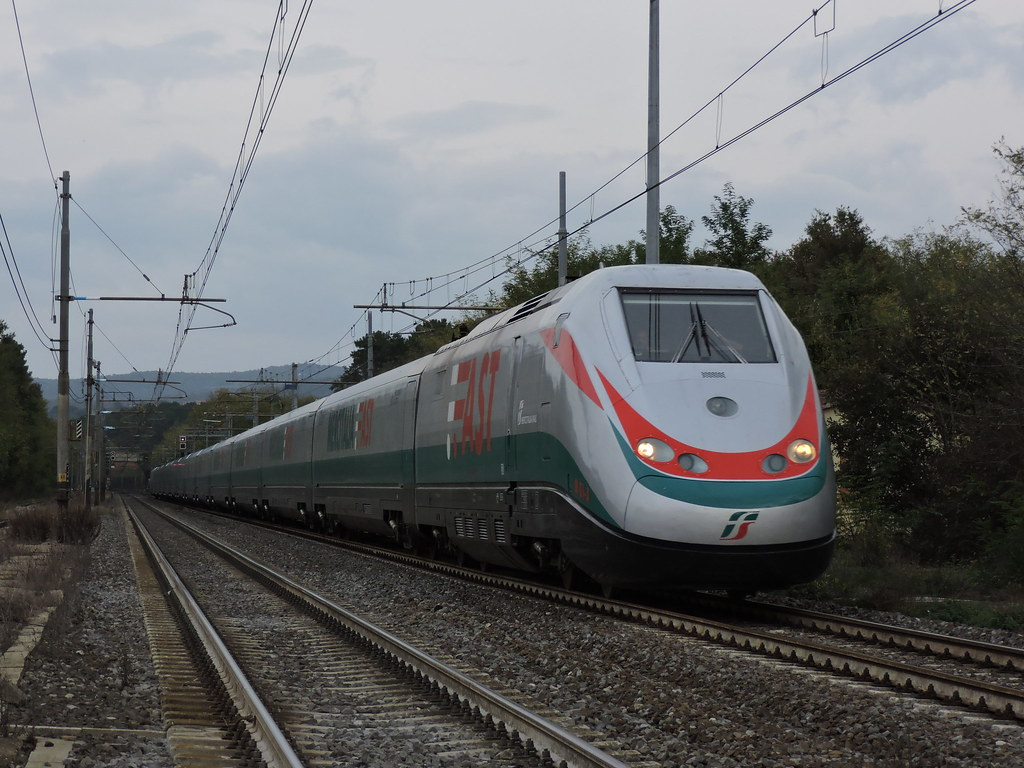
FS MIR ETR.500 (livrée Mercitalia)
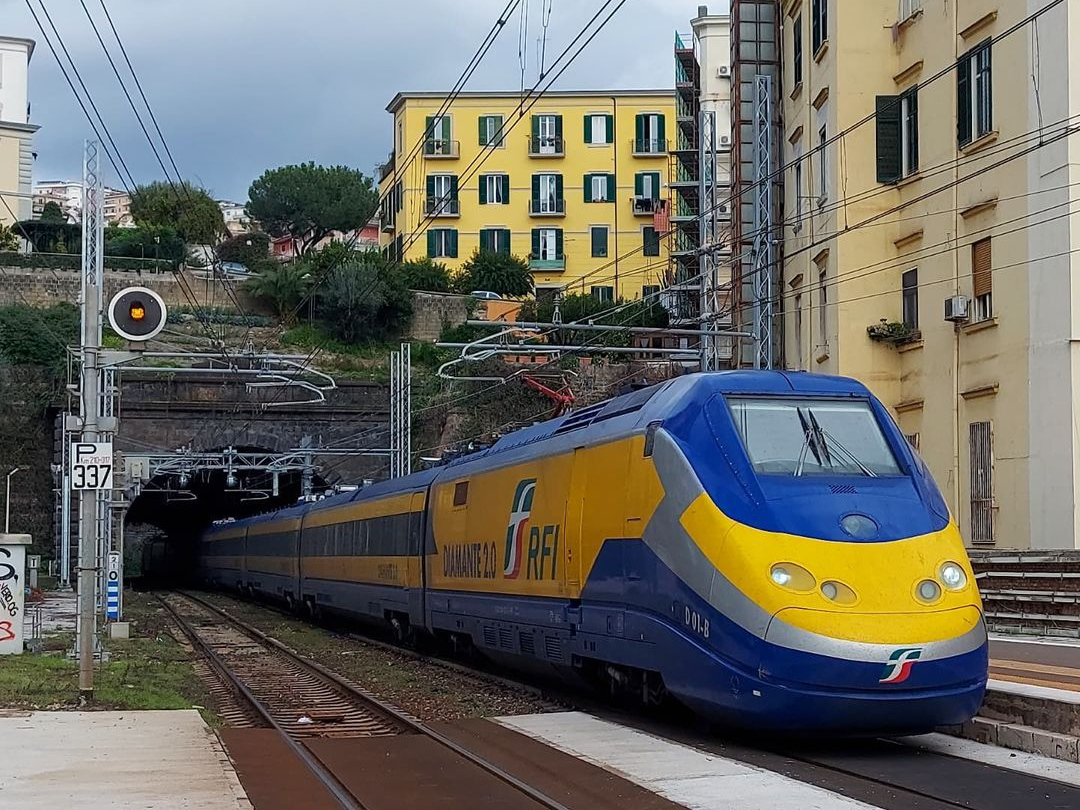
FS ETR.500 (livrée Diamante 2.0)
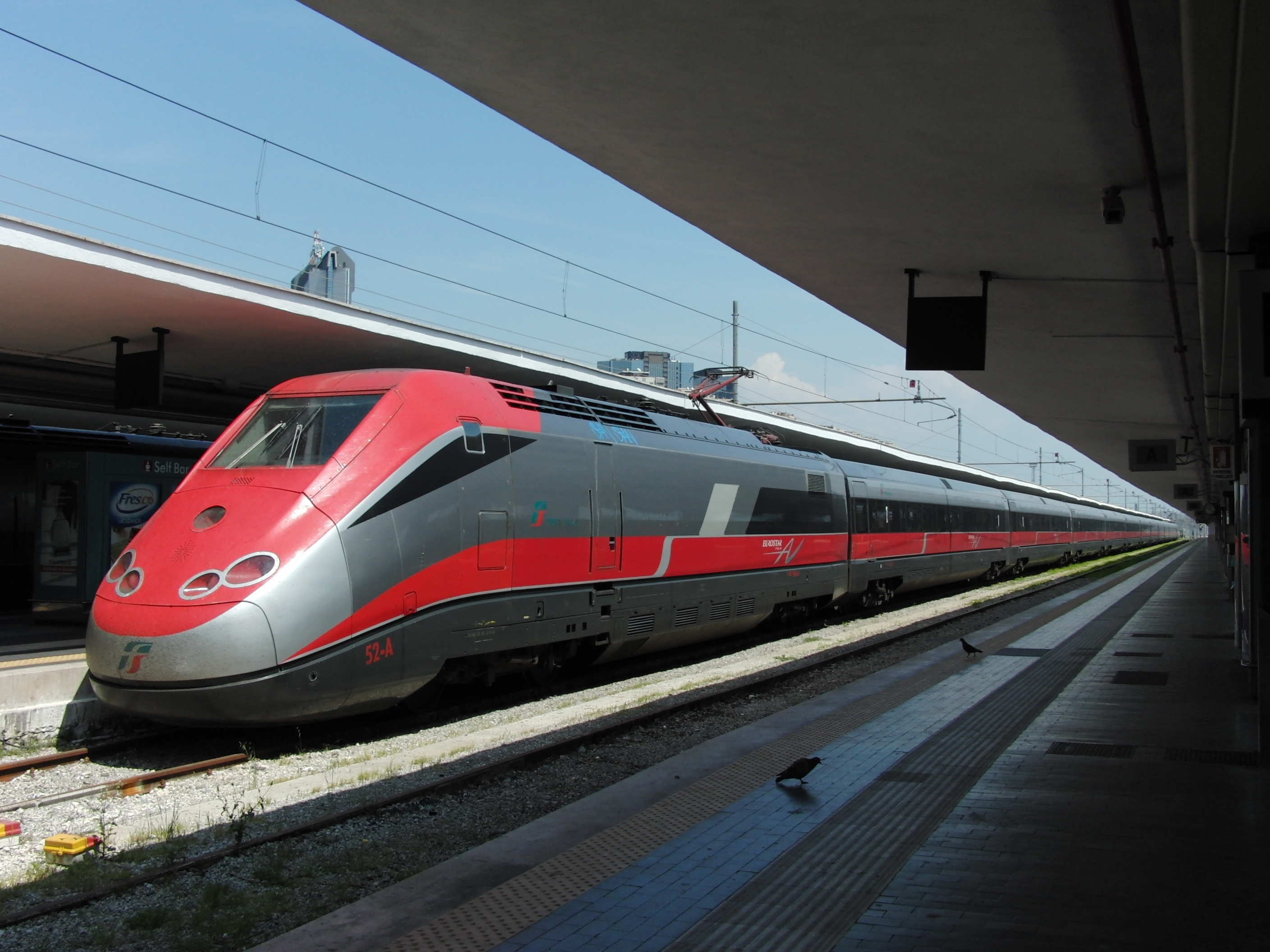
ETR 500 (livrée Frecciarossa d'origine avec le logo Eurostar sur le bandeau rouge)
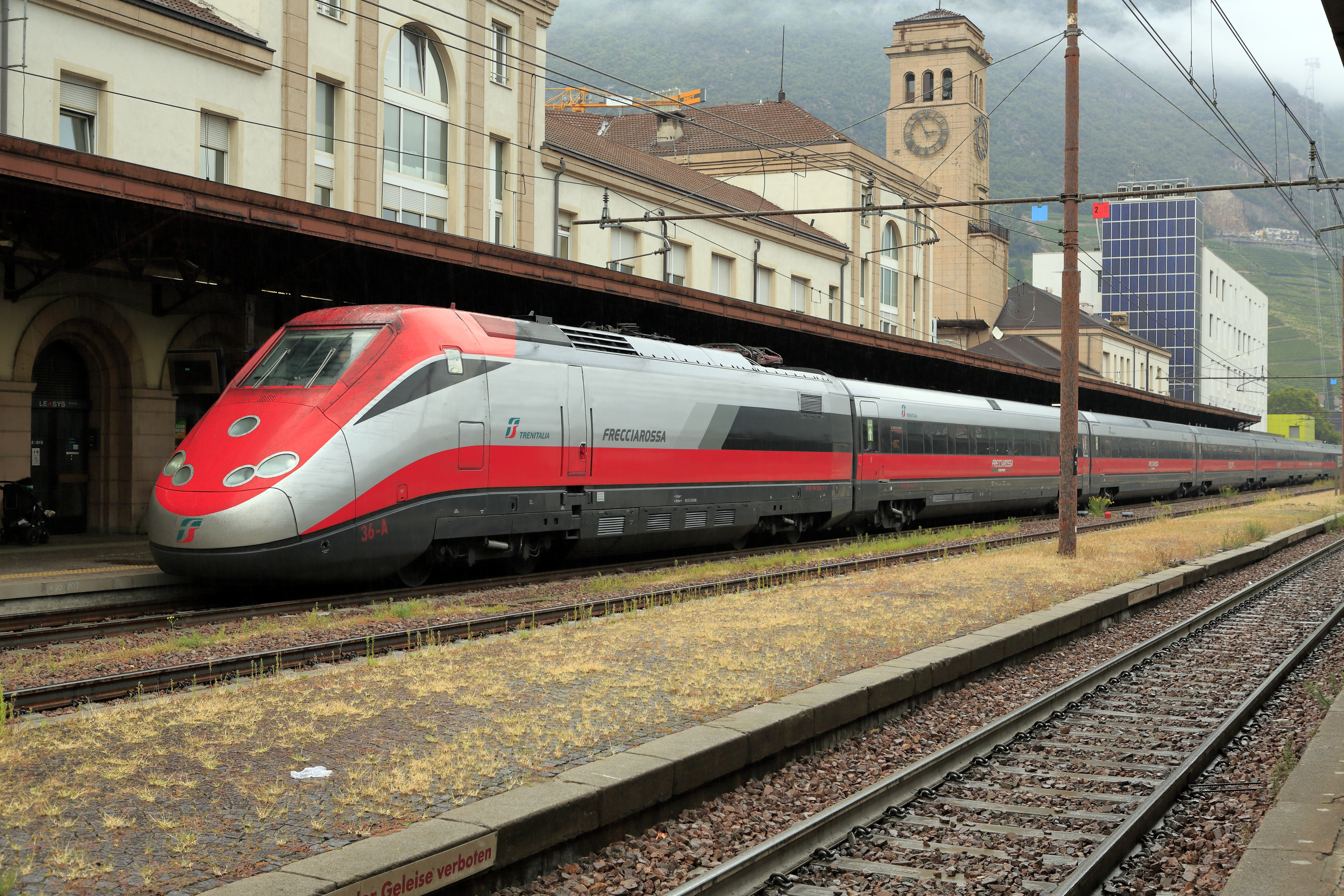
FS ETR.500 (livrée Frecciarossa 2012 à 2021)
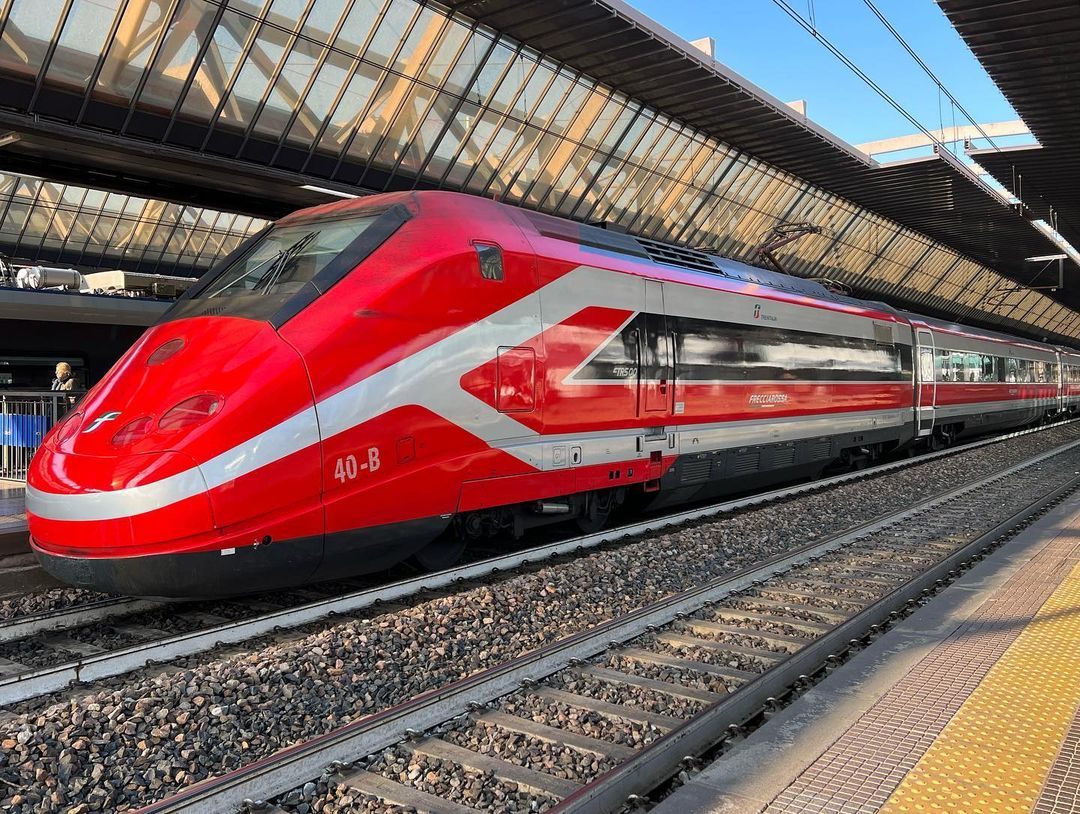
FS ETR.500 (livrée Frecciarossa 2022)

## Rames techniques ETR.500

### Rame marchandises
En octobre 2018, une rame FS ETR.500 a été spécialement reconditionnée pour le transport de marchandises. Elle a été baptisée « MIR ETR.500 ». Mercitalia, la filiale fret de Trenitalia, exploite des trains de nuit entre Maddaloni-Marcianise Smistamento et Bologne Interporto. Après avoir obtenu les autorisations nécessaires du Ministère des transports italien, Mercitalia a inauguré le 7 novembre 2018 la première liaison fret à grande vitesse au monde sur la LGV entre le Terminal Maddaloni-Marcianise de Caserte (Naples) et l'Interporto de Bologne. Une rame ETR.500 effectue le trajet de 650 km en seulement 3 heures et 30 minutes, à la vitesse volontairement limitée à 250 km/h. La rame transporte l'équivalent de 18 semi-remorques. Cette desserte permet de supprimer le transit de 9 000 semi-remorques par an sur l'autoroute A1. Il s'agit d'un service de fret rapide qui utilise le réseau AV/AC (Alta Velocità/Alta Capacità). La rame ETR.500 M fait officiellement partie du matériel roulant de Mercitalia Rail, filiale de Trenitalia. Bien que maintenu pendant les deux années de COVID-19 mais n'ayant pu retrouver un taux de remplissage suffisant, le service a été suspendu fin novembre 2022.

### Rames Diagnostics
Deux rames ETR.500 sont utilisés comme convois de diagnostic par Rete Ferroviaria Italiana (RFI), baptisées AIACE et DIAMANTE (acronyme de DIAgnostic et MAINtenance TEchnologique). La livrée de la première rame était initialement bleue, un toit gris et un fond blanc, avec une bande noire sur les fenêtres. À la suite d'un restyling général, le fond devient jaune, le bord du phare central des locomotives devient également jaune avec l'ajout du logo RFI (Réseau Ferroviaire Italien) avec l'inscription AIACE. Pour la rame DIAMANTE, une livrée très similaire à celle de l'AIACE actuelle a été utilisée. Après le restyling, la livrée change avec un jaune et bleu plus intenses, une bande grise en forme d'éclair est ajoutée sur les motrices et le nom devient DIAMANTE 2.0. Le logo RFI ainsi que l'inscription « DIAMANTE 2.0 » apparaissent aussi sur les motrices.